# Bürgermeister-Hintze-Haus

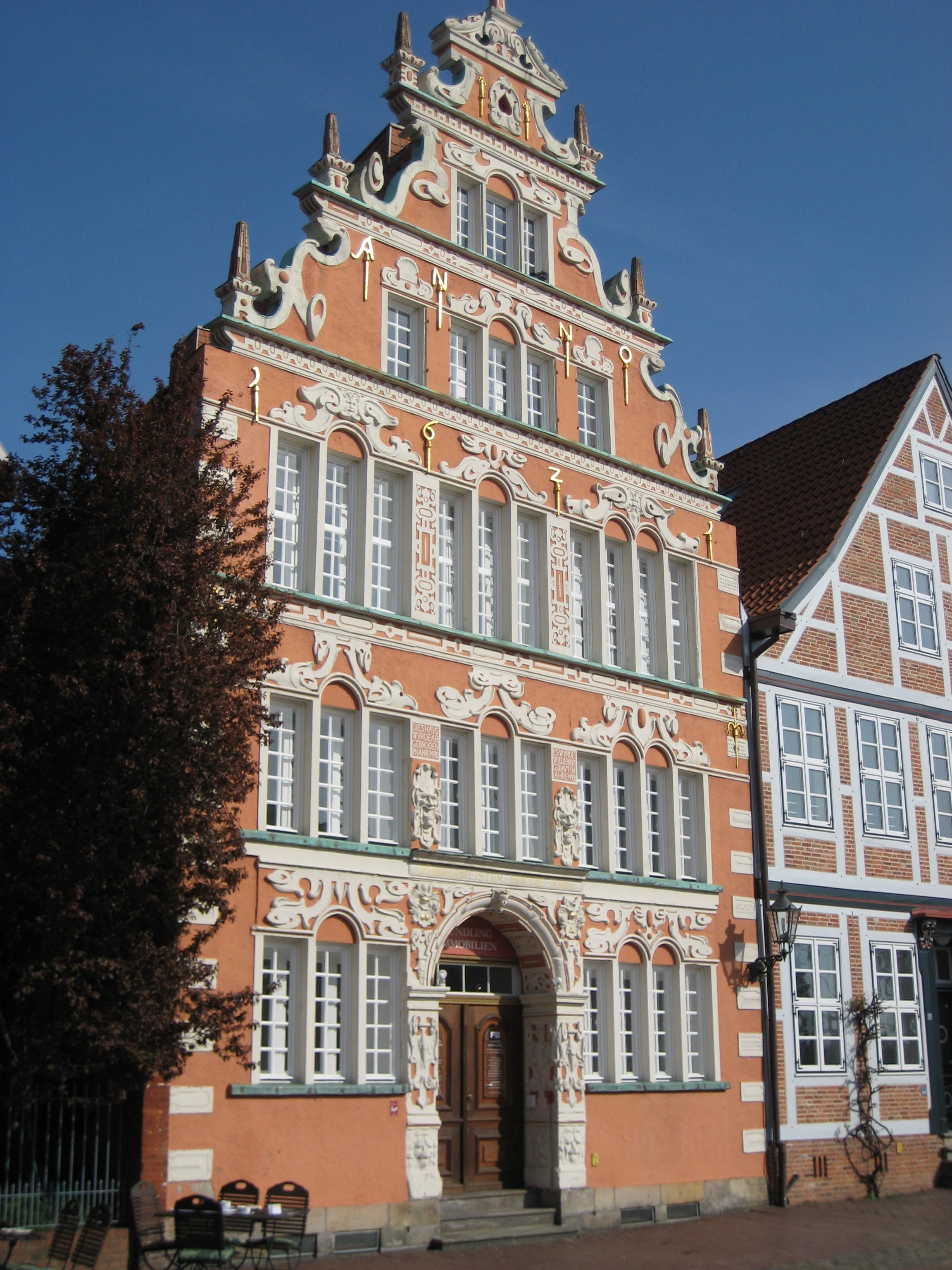
Bürgermeister-Hintze-Haus, Wasser West 23, Stade

Das Bürgermeister-Hintze-Haus  ist ein Giebelhaus am Alten Hansehafen in Stade mit einer reich verzierten Weserrenaissance-Fassade.
Es ist nach seinem ehemaligen Besitzer, dem Stader Bürgermeister (1617–1646), Reeder und Kaufmann Heino Hintze benannt, der 1621 die prachtvolle Hausfront vorblenden ließ. Das Gebäude war ursprünglich ein typisch spätmittelalterliches Kaufmannshaus. Auf dem Prunkgiebel befinden sich sieben Türmchen, an der Werksteinfassade aus grauweißem Sandstein mit Flächen aus verputztem Backstein, tropfende Goldbuchstaben und manieristischer Fassadenstuck. Das Gebäude wurde 1930 wegen Baufälligkeit (Überschwemmungen, schlechtes Fundament) abgerissen und die Fassade mit dem gesicherten alten Material 1932/33 wiederaufgebaut; dahinter entstand ein verkürzter Neubau.
Das Bürgermeister-Hintze-Haus ist dem 1619–1621 von Johann Nacke errichteten Bremer Gewerbehaus stilistisch sehr ähnlich.
Heute wird das Gebäude als Wohn- und Gewerbehaus genutzt. Im unweit östlich gelegenen Schwedenspeicher befindet sich das Museum zur Stader Stadtgeschichte.